# Гура Сухашулуј (Валча)
Гура Сухашулуј (рум. Gura Suhașului) насеље је у Румунији у округу Валча у општини Окнеле Мари. Oпштина се налази на надморској висини од 261 m.

## Становништво
Према подацима из 2002. године у насељу је живело 1644 становника.

### Попис2002.
| Расподела становништва по националности 2002.‍ | Расподела становништва по националности 2002.‍ | Расподела становништва по националности 2002.‍ | Расподела становништва по националности 2002.‍ | Расподела становништва по националности 2002.‍ |
| --------------------------------------------- | --------------------------------------------- | --------------------------------------------- | --------------------------------------------- | --------------------------------------------- |
|                                               |                                               |                                               |                                               |                                               |
| Румуни                                        | Румуни                                        |                                               | 1.616                                         | 98,4%                                         |
| Мађари                                        | Мађари                                        |                                               | 7                                             | 0,4%                                          |
| Роми                                          | Роми                                          |                                               | 20                                            | 1,2%                                          |